# マップ・トゥ・ザ・スターズ
『マップ・トゥ・ザ・スターズ』（原題: Maps to the Stars）は、2014年にアメリカ合衆国、カナダ、フランス、ドイツの4か国で製作された風刺ドラマ映画。監督はデヴィッド・クローネンバーグ、主演はジュリアン・ムーア、ミア・ワシコウスカ、ロバート・パティンソンが務める。なお、クローネンバーグとパティンソンのコラボレーションは2012年の『コズモポリス』以来2度目である。また、クローネンバーグがアメリカで映画を撮影したのは本作が初めてである。
本作では全体を通して、娯楽産業と西洋文明の関係に言及しながら、かつてのスター子役2人の惨状に焦点を当てている。また、本作は2014年5月に開催された第67回カンヌ国際映画祭のコンペティション部門に出品され、パルム・ドールを争った。パルム・ドールの受賞こそ逃したが、ジュリアン・ムーアが女優賞を受賞した。

## あらすじ
アガサという名前の女の子がロサンゼルスにやって来て、スター子役のベンジー・ワイスが以前に住んでいた家の跡地に行くために、ジェロームの運転するリムジンを利用する。アガサは顔と体にひどい火傷を負っており、さまざまな治療を受けているように見えた。ベンジーは非ホジキンリンパ腫に苦しむ少女を病院に訪ねた。しかし、少女は後に亡くなってしまう。その頃、テレビによく出演するほどの心理学者であるベンジーの父親、スタッフォード・ワイス博士は中年の女優、ハヴァナ・セグランドを治療していた。ハヴァナは大女優として知られていた母・クラリスの亡霊によって苦しめられていた。そんな中、ハヴァナのエージェントはクラリスが出演した映画『Stolen Waters』のリメイク版にハヴァナが出演できるように奮闘していた。
ベンジーは薬物依存症から抜け出すためのリハビリを終え、母親のクリスティーナと共に自身の復帰作として目を付けた映画に出演するために交渉していた。ちょうどその頃、キャリー・フィッシャーは自身がTwitterを通して知り合った女の子、アガサをハヴァナに紹介した。その紹介もあり、ハヴァナは個人秘書としてアガサを雇うことにした。その後もアガサはジェロームとの交流を続けた。最初こそ、ジェロームはアガサに抵抗を示していたが、2人は恋に落ちていった。そうしているうちに、スタッフォード博士はハヴァナを通してアガサがロサンゼルスに帰ってきたことを知る。そして、アガサはスタッフォード博士とクリスティーナの娘であることが明らかになる。しかしながら、2人はアガサを執拗なほどに遠ざけていた。何を恐れたのかクリスティーナはアガサがベンジーに接触しようとしているということを必死に否定しようとした。
ハヴァナが『Stolen Waters』に出演することが決まり、アガサが製作現場に出入りする機会も増えた。アガサはセットにいたベンジーに接触し、自らが精神分裂病で、両親が寝ているときに火をつけた時に負ってしまった火傷に苦しんでいることを明かす。さらに、自らの過去を清算するためにサナトリウムを退院してロサンゼルスに戻ってきたことを示唆する。ベンジーとアガサが接触したことを知ったスタッフォード博士は烈火のごとく怒り、アガサにロサンゼルスを立ち去れと迫った。
スタッフォード博士とクリスティーナの不安は的中し、ある忌まわしい事実が明るみに出てしまう。

## キャスト

### 主演
ハヴァナ・セグランド
演 - ジュリアン・ムーア、日本語吹替 - 山像かおり
非常に有名な女優ではあるが、年を重ねるごとに役をもらえなくなっている。伝説の映画スターと言われた母親の影を背負って生きており、その影にひどく苦しめられている。ムーアはハヴァナを「私の知り合いや見たことのある人をアマルガムのように混ぜ合わせたような人。ハヴァナは虚構の中で孤独に生きている女性。本当の家族はいないし、母親に虐げられたと思って、自分の母親を恨んでいる。だからハヴァナの心の中には母親の影がいる。ジークムント・フロイトが主張したような、無意識の中にある雑多なものが混ざり合っている。」と分析している。
アガサ・ワイス
演 - ミア・ワシコウスカ、日本語吹替 - あんどうさくら
ひどい火傷の痕があり、放火癖のある女の子。自分の家族の過ちを清算するための機会をうかがっていたところ、ハヴァナの個人秘書として雇われた。ワシコウスカは「私はアガサが大好きだ。心の中に闇を抱えていながら、多くの点で非常に楽観的な見通しを持っている。アガサという女の子には甘く切ない何かがある。セレブで強迫神経症的な両親のもとに生まれ、複雑な過去を抱える一方、両親とつながっていたいと思っている。両親はアガサを拒絶するが、ある意味では自暴自棄になって両親の生き方を真似しようとしているようだ。アガサは命がけで自分自身のアイデンティティを求めている。」「火傷した手を隠すための手袋、顔の火傷、服用している鎮痛剤、詩を用いた儀式、こうしたすべてのものがアガサが何者なのかをはっきりさせている。」と語っている。
スタッフォード・ワイス博士
演 - ジョン・キューザック、日本語吹替 - 各務立基
ワイス家の家長。セレブのクライアントを多く抱え、テレビにも出演する心理学者。自分の息子ベンジーの成功に強く執着している。他人の感情を弄び、利用しつくしている。キューザックは「スタッフォード博士は自分自身をヒーラーだと思っている。コーチングの第一人者アンソニー・ロビンスやレイキの熟達者のような一面も持っている。しかし、自分の息子はジャスティン・ビーバーのような大きな人気を博しているティーンスターなのだ。」と述べている。また、脚本について「容赦なくハリウッドの名声の虚像と秘密を暴きだし、今まで見た中でも毒のあるものになっている。」と評している。
ジェローム・フォンタナ
演 - ロバート・パティンソン、日本語吹替 - 櫻井孝宏
リムジンの運転手で、駆け出しの俳優。脚本家になって世に認められようとしている。この物語を考え付いたとき、本作の脚本を執筆したブルース・ワグナーもリムジンの運転手兼俳優兼脚本家であった。その経験がジェロームに反映されている。パティンソンはジェロームを「本作の中で一番健全な思考を持っていて、一般の人間に近い。しかし、本作に出てくるロセンゼルスで夢をかなえようとするの人間全員がそうであるように、彼自身がリムジンの運転手という平凡なものであることを受け入れることができない。僕にはジェロームは自分自身の殻が破れるのをただ待っているように思える。見かけ上、ジェロームはこの作品の中で唯一狂気に走ってもいないし、幽霊のようでもない人物だ。」と評している。また、脚本については「自分自身に嘘をついている人たちの話だ。最後まで激流のように話が展開していく。」と述べている。
クリスティーナ・ワイス
演 - オリヴィア・ウィリアムズ、日本語吹替 - 岡田恵
スタッフォードの妻で、アガサとベンジーの母。自分の息子のキャリアを野心を持ってコントロールしている。クリスティーナと夫のスタッフォードには忌まわしい秘密がある。ウィリアムズによると、クリスティーナは「大きな野望を持った女性。観客は彼女が権力の座から転落していくさまを見ることになる。彼女は非常に不快な人たちがいる世の中を操ろうとしている。そして、他人の人生を地獄のようなものにする。けれど、自分に金をもたらす以上、人間には存在してもらいたいと思っている」人物である。
クラリス・タガート
演 - サラ・ガドン、日本語吹替 - 黒木沙織
ハヴァナの母で、ハリウッドスターを象徴するような女優。火事で亡くなった後、娘のもとに幽霊として現われる。クローネンバーグはクラリスについて「単なる霊的なものであるがゆえに愛らしく、異常な役なのだ」と述べ、ゴードンは「『マップ・トゥ・ザ・スターズ』は現代のハリウッド、特に、ハリウッドにおける女性の地位を批判する映画だった。だからこそ、私はどうしても出演したかったの。」と言っている。
ベンジー・ワイス
演 - エヴァン・バード、日本語吹替 - 本城雄太郎
話題とスキャンダルに事欠かないティーンスター。自分の過去から来る苦痛と戦いながら、薬物依存のリハビリに伴う謹慎期間を終え、映画界に復帰しようとしている。クローネンバーグはテレビドラマ『THE KILLING 〜闇に眠る美少女』に出ていたバードの演技を見るまで、子役がベンジーというキャラクターを十分に把握できるかどうか確信を持てなかったという。バードはベンジーを「本当の意味で、愛情を持たず、限界も知らなかった人間。だからこそ、彼はその2つのものを探し求め続けた。ベンジーはあまりにも多くのお金を稼いでしまった。自分の両親にいいように利用されていた。抑圧されていたんだ。」と分析している。

### 助演
キャリー・フィッシャー
演 - 本人（カメオ出演）
アガサが小説を書くためにTwitterでやりとりした人物。フィッシャーの紹介でハヴァナはアガサを新しい個人秘書として雇うことになる。
アジータ・ワクテル
演 - ジェイン・ハイトマイヤー
女優。1960年の映画『Stolen Waters』のリメイク版の主役の座をハヴァナと争う。
ヴィクトリア
演 - アマンダ・ブルーゲル
エンターテイメント・ニュースのリポーター。ベンジーに関するスクープを入手する。
レット
演 - ジャスティン・ケリー
ハリウッドの若手俳優。ベンジーの共演者。
キャミー
演 - キアラ・グラスコ
若くして亡くなった女の子。ベンジーは彼女が死ぬ前に、キャミーの人生を映画化しようとして彼女が入院している病院を訪れた。しかし、ベンジーはキャミーを訪問したことを自らの売名に利用した。そのため、キャミーは幽霊となってベンジーのもとに現われた。
ジェブ・バーグ
演 - アリ・コーエン
ベンジーのブロックバスター映画『Bad Babysitter』の続編を制作しているハリウッドの映画プロデューサー。
ジェニー
演 - ドーン・グリーンハルフ
ハヴァナのエージェントを務める。クラリスの映画のリメイク版にハヴァナが出演できるように尽力する。
ミカ
演 - ドメニク・リッチー
アジータの息子。悲劇的な事故で亡くなった。
ロイ
演 - ショーン・ロバートソン
ベンジーの共演者である4歳の子役俳優。ベンジーは彼を競争相手とみなしており、キャミー役がロイになったという妄想をする。その中で、ベンジーはロイに怪我をさせている。
ダミアン・ジャビッツ
演 - ゴード・ランド
『Stolen Waters』のリメイク版のメガホンをとる新進気鋭の映画監督。ポール・トーマス・アンダーソンではないが、俳優たちの新しい一面を掘り起こしている監督である。

## 製作

### 企画
本作の計画は資金確保がうまくいかなかったために、6年間に渡って頓挫していた。2012年5月に開催された第65回カンヌ国際映画祭で『コズモポリス』の宣伝をした際に、クローネンバーグは「（本作の製作には）まだ踏み切れそうにない。脚本はブルース・ワグナーが執筆してくれた。『コズモポリス』を映画化するときのように、『マップ・トゥ・ザ・スターズ』を作るのも困難なことだ。5年前にも映画化を模索したが、できなかった。今もできそうにない。」と語っている。さらに、クローネンバーグは「『マップ・トゥ・ザ・スターズ』は人を選ぶ作品だ。明らかに、大ヒットが狙える映画ではないし、インディペンデント映画として製作するのも難しいだろう。『コズモポリス』より難解な映画だということは間違いない。でも、『マップ・トゥ・ザ・スターズ』は辛辣で皮肉めいている。興行収入を稼ぐことは難しいだろうが。」とも語っている。
脚本について、クローネンバーグは「これはハリウッドを風刺するたぐいのものだ。ブルース・ワグナーのこの脚本がとても典型的なものだ。ブルースのエッセンスが凝縮されている。皮肉めいてはいるが、とても力強く、洞察力に満ちていて、感情にも訴えかけ、そして、面白い。登場人物も、エージェントも、俳優もマネージャーもみんなハリウッド人間だから、『マップ・トゥ・ザ・スターズ』はハリウッド映画だろうという人も出るだろう。でも、ロバート・アルトマンの『ザ・プレイヤー』とは違うんだ。」と述べている。プロデューサーのマーティン・カッツは本作を「娯楽産業を扱った不条理なコメディである。」とまとめた。
ハリウッドに関して、クローネンバーグは「ハリウッドは魅力的な世界でもある一方、人を寄せ付けないほど不快な世界でもある。この2つの面が、ハリウッドに潜在的な力を持たせている。」と述べている。

### キャスティング
当初、主演にはヴィゴ・モーテンセンとレイチェル・ワイズが内定していたが、スケジュール調整がつかず、2人は役を降りた。なお、2人の代わりとして、ジョン・キューザックとジュリアン・ムーアが選ばれた。
2013年5月8日、サラ・ガドン、オリヴィア・ウィリアムズ、エヴァン・バードが本作に出演すると報じられた。7月9日には、キャリー・フィッシャーのカメオ出演も報じられた。同月15日、エミリア・マッカーシー、ジャスティン・ケリー、ジェイン・ハイトメイヤーの3名の出演が決まった。

### プリ・プロダクション
本作の製作は2013年7月から始められた。クローネンバーグは「アメリカで映画を撮影するのは今回が初めてだった。『コズモポリス』や『デッドゾーン』のようにアメリカを舞台とした映画を撮ったことはあった。（ただし、2本ともアメリカでは撮影していない。）しかし、アメリカ流の共同制作のやり方は奇妙に思えた。本当に今回が初めての体験だったんだ。興奮したよ。」と語っている。さらに、「ええと、『マップ・トゥ・ザ・スターズ』はロサンゼルスの物語だ。カナダのトロントでこの作品を作ることは出来ないような気がしてならなかった。『コズモポリス』のニューヨークのセットはトロントの防音スタジオで作れたんだがね。」と付け加えている。
ジュリアン・ムーアは本作でハヴァナを演じるにあたってブロンドの髪を漂白したという。また、2013年5月のインタビューで、ムーアはセレブの文化に対して「セレブの文化に特有のことではないが、どんな犠牲を払ってでも名声を追い求めようとすることがある。」「このような奇妙な孤立、つまりセレブリティの文化が原因の強制的な孤立がある。我々はどうやって孤立していったのか分かっていない。わたしはそうした孤立があまりにも急速に起こったと感じる。なぜなら、私が俳優の道を歩み始めたとき、そんな状況はなかったから。」と述べている。

### 撮影
主要撮影は2013年7月8日にカナダのトロントで始まり、同年8月12日まで続けられた。撮影のほとんどはトロントで行われたが、施設内の撮影はトロントのイースタン・アヴェニューの側にあるシネスケープ・フィルムスタジオで行われた。2013年7月19日には、オンタリオ州レスリービルのレストランとその周辺で数シーンが撮影された。
その後、撮影はカリフォルニア州ロサンゼルスに移って続けられた。野外の撮影のほとんどは観光名所で行われた。10月17日、パティンソンとワシコウスカの出演シーンの撮影がロサンゼルスのユニオン駅で行われた。8月18日、19日には、ロサンゼルスビバリーヒルズにあるロデオドライブとビバリー・ヒルトン・ホテルでの撮影が行われた。
8月20日にはハリウッド・ウォーク・オブ・フェーム、ハリウッド大通り、マルホランド・ドライブの近くにあるランニョン・キャニオン・パークで、21日にはビバリー・パークで撮影が行われた。
また、クローネンバーグは8月20日の撮影でハリウッドサインを、4KのHMI電球を用いて照らし出した。そのことに関して、クローネンバーグは「ヘリコプターから光を当てるのと何ら変わりはなかった。」と述べている。
本作の撮影は2013年8月22日に終了した。

### ポスト・プロダクション
2013年9月に開催された第38回トロント国際映画祭において、エンターテインメント・ワンは『マップ・トゥ・ザ・スターズ』がほかのいくつかの作品と同様に、ポスト・プロダクションの作業中にあると発表した。その場で、ジュリアン・ムーアとサラ・ガドンがクラリス・タガートの星型プレートの周りを歩くシーンのスチール写真も公開された。2014年2月に開催された第64回ベルリン国際映画祭においても、本作がポスト・プロダクション中であると発表した。

## 音楽
ハワード・ショアが本作の楽曲を作曲した。1979年以来、クローネンバーグが監督したほぼすべての映画の楽曲はショアが作曲している。アルバムはハウ・レコーズから2014年9月9日に発売された。なお、2014年5月21日にはサウンドトラックから楽曲を抜粋したものがシングル盤として発売されている。

## マーケティング

### プロモーション
2013年7月16日、ジョーン・キューザック演じるスタッフォード博士の画像と、キューザック、ウィリアムズ、クローネンバーグの3人が撮影前に打ち合わせをしている際の画像が公開された。エンターテインメント・ワンは2013年8月に開催されたロカルノ国際映画祭で初めて本作のポスターを公開した。9月22日にはキアラ・グラスコとエヴァン・バードのスチール写真も公開された。2014年4月10日、ミア・ワシコウスカのスチール写真と公式のティーザー・ポスターが公開された。
2014年4月14日、本作の配給に当たって試写会が行われた。翌15日には、予告編が公開された。4月17日には第67回カンヌ国際映画祭で本作がプレミアを迎えることが報じられるとともに、ジュリアン・ムーアとミア・ワシコウスカの写真が公開された。また、3枚の他のスチール写真とともに、ロバート・パティンソンの画像が初めて公開された。2014年9月10日、エンターテインメント・ワンはイギリスとカナダでの公開に先駆けてと、予告編の別バージョンを公開した。

### 公開
2014年7月25日、ニュージーランド国際映画祭のレジェンド部門で上映された。9月9日には、第39回トロント国際映画祭のガラ・プレゼンテーションで上映された。また、9月27日の第52回ニューヨーク映画祭でも上映された。
2014年9月26日、本作はイギリスで公開された。10月31日にはカナダ、11月20日にはオーストラリアでの上映が始まり、11月30日に日本で開催された第15回東京フィルメックスのクロージング作品にも選ばれた。
2014年9月、フォーカス・フィーチャーズが本作をアメリカで配給する権利を獲得した。アメリカでは、2015年2月27日に限定公開される予定である。

### ホームメディア
本作のDVDとブルーレイはフランスでは2014年9月24日に、イギリスでは11月24日に発売された。また、ドイツでは2015年3月3日に発売される予定である。

## 評価
本作は概ね好意的に評価されており、キャスト陣の演技は特に好評である。映画批評集積サイトRotten Tomatoesには56件のレビューがあり、批評家支持率は68%、平均点は10点満点で6.8点となっている。サイト側による批評家の意見の要約は「さまざまな要素に手を付け過ぎて、全体として物語にまとまりがない。それでも、『マップ・トゥ・ザ・スターズ』は冷静さと辛辣さが調和した映画を求めるクローネンバーグ監督のファンを満足させるには十分な力作である。」となっている。また、Metacriticには13件のレビューがあり、加重平均値は72/100となっている。
タイム・アウトのデーヴ・カルフーンは「この気味の悪いビバリーヒルズの混沌とした様子の描写はあまりにも愚かなものだ。しかし、強烈な毒がある。」と述べている。デイリー・テレグラフのロビー・コリンは本作に5つ星評価で満点となる5つ星を与え「本作はドラッグを投与されたかのように、それ自身のハイパー・リアリティで起こる出来事を描き出している。ショービジネスの世界で成功するという歪んだ夢を描き出したというよりも、ハリウッドという悪夢の中で苦悶し怒りをひそかに発散する人々を描き切った作品ではなかろうか。」「特に、ジュリアン・ムーアの演技は凄まじいもので、恐怖を感じるほどだった。」「クローネンバーグは観客が目をそむけたくなる映画を作り上げた。観客がスクリーンを直視したとしても、また目をそむけるだろう。」と評している。ザ・プレイリストのオリヴァー・リトルトンは本作にB+評価を下し、「『マップ・トゥ・ザ・スターズ』は下世話で醜いショービジネスで、病気かと思うほど愉快にのたうち回っている作品である。映画製作者の流儀に立ち返った作品と言える。」と述べている。ガーディアンのピーター・ブラッドショーは本作に5つ星評価で4つ星を与え、「現代のハリウッドを題材にした、見る者の心をひきつける非常に恐ろしい映画である。ハリウッドのサディズムと嘲笑されるべき点を見事なまでにあぶりだしている。」と述べた。同じくガーディアンのマーク・カーモードは本作を「『サンセット大通り』に『チャイナタウン』、『ワイルド・パーティー』、『愛と憎しみの伝説』をちりばめたような作品」と評し、主演のジュリアン・ムーアに関しては「感嘆するほど恐ろしい」、ミア・ワシコウスカに関しては「氷のような人物をクールに演じきっている」、オリヴィア・ウィリアムズに関しては「素晴らしいの一言」、ロバート・パティンソンに関しては「抑えた演技が良い」と評している。
しかし、バラエティのピーター・デブルージは本作を「ショービジネスを茶化した部分と幽霊の話の部分と機能不全の家族のドラマの部分が混ざり合った結果、訳のわからない怪しげなものになってしまった」と批判している。ハリウッド・リポーターのトッド・マッカーシーは「たとえ本作に真実のかけらがあり、それを通して生まれたウィットがあるにしても、21世紀のハリウッドを忠実に描きだした映画というより、おふざけ映画になっている。」と述べた。
「カイエ・デュ・シネマ」誌が選ぶ2014年の映画トップ10では、第4位を獲得。

### 受賞
| 年   | 賞                               | カテゴリ       | 対象者                       | 結果       | 出典    |
| ---- | -------------------------------- | -------------- | ---------------------------- | ---------- | ------- |
| 2014 | カンヌ国際映画祭                 | パルム・ドール | デヴィッド・クローネンバーグ | ノミネート | [ 10 ]  |
| 2014 | カンヌ国際映画祭                 | 女優賞         | ジュリアン・ムーア           | 受賞       | [ 13 ]  |
| 2014 | 国際シネフィル・ソサイエティ賞   | 最優秀女優賞   | ジュリアン・ムーア           | 受賞       | [ 105 ] |
| 2014 | シッチェス・カタロニア国際映画祭 | 女優賞         | ジュリアン・ムーア           | 受賞       | [ 106 ] |